# Jelena Wiktorowna Jarkowa
Jelena Wiktorowna Jarkowa (russisch Елена Викторовна Яркова; * 11. April 1991 in Nowosibirsk) ist eine russische Crosslauf-Sommerbiathletin.
Jekaterina Jarkowa gab ihr internationales Debüt bei den Sommerbiathlon-Europameisterschaften 2011 in Martell, wo sie im Sprint hinter Jekaterina Smirnowa und Thordis Arnold die Bronzemedaille gewann, im Verfolgungsrennen jedoch bis auf den achten Platz zurückfiel. Ein Jahr später nahm sie in Osrblie erneut bei der Europameisterschaft teil und wurde sowohl im Sprint als auch in der Verfolgung Zweite hinter Monika Hojnisz und vor Thordis Arnold. Mit der Mixed-Staffel Russlands gewann sie den Titel. 2013 lief sie in Haanja erstmals bei den Rennen der Frauen. Im Sprint wurde sie Zwölfte, konnte sich mit einer überragenden Leistung im anschließenden Verfolgungsrennen aber bis auf den Bronzerang drei verbessern.